# 喜代原まり
喜代原 まり（きよはら まり、6月22日 - ）は、日本の女性声優。賢プロダクション所属。福岡県出身。

## 略歴
口承文芸を研究しようと大学に入るも1年で宗教芸能研究に転向し、気づいたらやる側になっていた。
スクールデュオ13期生。かつてはぐるーぷ・インパクトに所属していた。

## 人物
資格は図書館司書、博物館学芸員、漢検2級、太極拳2級。特技・趣味は武術太極拳、北九州弁、動画撮影・編集。
始発で着いた東京駅で、その時一番早く出発する列車に乗り込む日帰り旅行好き。
好きな映画監督はアキ・カウリスマキと川島雄三。『ホドロフスキーのDUNE』はモノづくりする人に一度観てほしいと思っている。

## 出演
太字はメインキャラクター。

### テレビアニメ
2009年
- チーズスイートホーム あたらしいおうち（明石さん）

2010年
- はなかっぱ（ゴリ姉さん、カラバッチョの母、商店街の人）

2011年
- Zoobles!（2011年 - 2012年、クーパー、リール）

2013年
- ムシブギョー（お婆さん）

2014年
- ジョジョの奇妙な冒険 スターダストクルセイダース（通行人の女性、女性）
- ハイキュー!!（おばあちゃん）
- PSYCHO-PASS サイコパス 2（役人）

2015年
- パックワールド（お婆さん）

2016年
- この素晴らしい世界に祝福を!（ドリンク売り場のおばちゃん、クエストメッセージB）
- 亜人（通行人、秘書、女係員、国防研究局室長、看護師）
- アイカツ!（コメンテーター）
- テラフォーマーズ リベンジ（初老の女性）
- ベルセルク（老婆、セルピコの母親）
- うたの☆プリンスさまっ♪ マジLOVEレジェンドスター（親戚の女性A）

2017年
- 僕のヒーローアカデミア（勝己の母〈爆豪光己〉〈初代〉）
- サザエさん（2017年 - 2024年、八百清の妻 他）

2018年
- 銀魂.（老婆）
- ルパン三世 PART5（キャスター）

2020年
- ふしぎ駄菓子屋 銭天堂（客）

2024年
- わんだふるぷりきゅあ!（2024年 - 2025年、お亀、キラリンパンダ、職員、ボス）

2025年
- アン・シャーリー（エバンス夫人）

### 劇場アニメ
- 豆富小僧（2011年）
- マルドゥック・スクランブル 排気（2012年）
- はなかっぱ 花さけ!パッカ〜ん♪ 蝶の国の大冒険（2013年、カラバッチョの母）
- おそ松さん〜ヒピポ族と輝く果実〜（2022年、おばさんヒピポ）

### OVA
- Zoobles!（2011年、リール、クーパー）
- 機動戦士ガンダム THE ORIGIN（2017年、婦人）

### Webアニメ
- BROTHERHOOD FINAL FANTASY XV（2016年、高官）

### ゲーム
- ファイナルファンタジーVII リメイク（2020年）
- モンスターハンターワイルズ（2025年）
- プロミス・マスコットエージェンシー（2025年、ミエコさん）

### ドラマCD
- 最遊記 Memorial Pack（老女）
- 由利先生は今日も上機嫌（六車の叔母）
- みずいろとぴんく、それからだいだい。（おばさん）

### 吹き替え

#### 映画
- あなたを抱きしめる日まで（キャスター）
- あの日の声を探して（ヘレン〈アネット・ベニング〉）
- ウォリスとエドワード 英国王冠をかけた恋（キュナード）
- エクスペンダブル・レディズ（モナ・ケンダル〈シンシア・ロスロック〉）
- 蛾人間モスマン（年配の女性、無線）
- 君の名前で僕を呼んで（妻[16]）
- ゲルニカ（カルメン）
- コロニー5（アマンダ）
- 殺人の告白（マネージャー、チャン弁護士）
- しあわせへのまわり道（ジャスリーン〈サリタ・チョウドリー〉）
- 幸せへのまわり道（ドロシー〈ウェンディ・マッケナ〉、エレン〈クリスティーン・ラーティ〉）
- ジェイソン・ボーン
- ジェノサイド・ゲーム（大統領）
- スサミ・ストリート全員集合 〜または“パペット・フィクション”ともいう〜（グロブマッター[17]）
- ゾンビ処刑人（看護婦4、ガイド、アナウンサー、レポーター）
- チェイス・ザ・ドリーム（アイリーン〈キム・ディケンズ〉）
- テイカーズ（ナオミ、リポーター、エディ・ジュニア）
- ネバー・サレンダー 肉弾乱撃（マーフィ）
- バッド・ティーチャー（メロディ、マークの母、サーシャの母）
- パレードへようこそ（モーリーン）
- ビッグ・アイズ
- プリティ・ワン たったひとつの恋とウソ。（エディス）
- マグダラのマリア（ラケル〈アリアーヌ・ラベド〉）
- リーカー ザ・ライジング（精神科医、少年）
- 誘拐の掟
- レオナルド・ダ・ヴィンチ 美と知の迷宮（ダニエラ・ピッツァゴーリ）
- ローン・レンジャー（ヘレン）
- 私が愛したヘミングウェイ（娼婦）
- ワン チャンス（イヴォンヌ・ポッツ〈ジュリー・ウォルターズ〉）

#### テレビドラマ
- エレメンタリー ホームズ&ワトソン in NY
- GRIMM/グリム シーズン1
- ジ・アメリカンズ（マーサ・ハンソン〈アリソン・ライト〉）
- スキャンダル 託された秘密（パウエル、ハンナ）
- ストライクバック:極秘ミッション（売春婦）
- ドクター異邦人（ミン・スジ〈オム・スジョン〉）
- Dr.HOUSE シーズン8（ケースワーカー）
- ハウス・オブ・カード 野望の階段（ジャニーン・スコースキー〈コンスタンス・ジマー〉、キャサリン・デュラント、ナンシー）
- RETURNED/リターンド（コスタ夫人）
- 私はラブ・リーガル4（ヴィッキー）

#### アニメ
- ミッチェル家とマシンの反乱（リンダ・ミッチェル[18]）

### 映画
- テルマエ・ロマエII（2014年、ローマ人の声）

### ビデオ・DVD
- ボクとガク あの夏のものがたり（食堂のおばさん、老婆、女学生、ホームアナウンス）

### ナレーション
- 越後製菓「鏡餅」店頭販促用PV

### ボイスオーバー
- エクソンモービル

### テレビドラマ
- 潜入刑事 らんぼう2（ホステス）
- 勝ち組社長列伝（石川香）

### 舞台
- 笑撃弾 すたあ☆トリック
  - サイキックドリーマー
  - サブリミナル・ミッション
  - SAKURA
- ライスバレット
  - 恋愛戯曲
  - 語りのLIVE （Vol.1、Vol.2）